# Powstanie jakuckie
Powstanie jakuckie (ros. Якутский мятеж, zwane też Marszem Jakuckim) – antybolszewickie wystąpienie zbrojne Białych w Jakucji w latach 1921–1923.
We wrześniu 1921 r. w Jakucji wybuchło powstanie antybolszewickie, wywołane przez około 200 oficerów pod przywództwem korneta Michaiła Korobiejnikowa. W marcu 1922 r. w Czurapczy powstało Tymczasowe Jakuckie Okręgowe Kierownictwo Ludowe na czele z eserem P. Kulikowskim. 23 marca tego roku nowo sformowana Jakucka Armia Ludowa (połączone oddziały korneta M. Korobiejnikowa, esauła W. Bokczarowa i W. Ksenofontowa, liczące około 1,5 tys. ludzi) zdobyła Jakuck. Opanowała ona powiaty jakucki, ochocki, kamczacki, kołymski i wiliujski. Podczas walk siły Białych rozbiły bolszewicki oddział N. Kałandriszwilego, pełniącego funkcję komendanta wojsk okręgu jakuckiego i północnego kraju. 
W kwietniu powstańcy zwrócili się z prośbą o pomoc do Władywostoku do Tymczasowego Rządu Przyamurskiego. W tym czasie władze bolszewickie powołały Jakucką Socjalistyczną Republikę Radziecką i wysłały ekspedycję wojskową w celu zdławienia powstania. Pod naporem przeważających sił Ochocko-Ajanskiego Oddziału Ekspedycyjnego komisarza S. Wostriecowa powstańcy latem opuścili Jakuck i ruszyli w kierunku wybrzeża Oceanu Spokojnego. Zajęli tam miejscowości portowe Ajan i Ochock. 30 sierpnia z Władywostoku przybyło drogą morską do Ajanu około 750 ochotników z 2 ciężkimi karabinami maszynowymi (Syberyjska Drużyna Ochotnicza) pod dowództwem gen. Anatolija Piepielajewa. Połączone siły Białych, liczące około 2,5–7 tys. ludzi (według różnych źródeł), ruszyły na Jakuck. Maszerujący na czele 750-osobowy oddział płk. A. Rejnharta pod wsią Amga został powstrzymany przez wojska bolszewickie, tracąc połowę stanu liczebnego. Został zmuszony do odwrotu w kierunku wybrzeża Morza Ochockiego. Pod koniec września został zajęty nadmorski Nelkan. Tam dotarły do Białych wiadomości, że wojska bolszewickie 25 października zdobyły Władywostok, ogłaszając koniec wojny domowej w Rosji. 
Kiedy 31 grudnia został proklamowany Związek Socjalistycznych Republik Radzieckich, niewielki nadmorski obszar Jakucji pozostał jedynym kontrolowanym przez Białych. Na początku lutego 1923 r. przeciwko nim został skierowany oddział dowodzony przez Iwana J. Stroda. 12 lutego wojska gen. A. N. Piepielajewa poniosły porażkę pod wsią Sasył-Sysyg, zaś na początku marca pod Amgą. Resztki wycofały się do Nelkanu. Pod koniec kwietnia do Ajanu przybył z Władywostoku kolejny bolszewicki oddział ekspedycyjny. W maju Biali odeszli z Nelkanu w kierunku Ochocka. Na początku czerwca wojska bolszewickie pokonały siły Białych gen. W. Rakitina i gen. A. Piepielajewa pod Ochockiem, zdobywając 10 czerwca miasto. 18 czerwca pod Ajanem zostały ostatecznie rozbite wojska Białych. Poległo ok. 650 powstańców. Generał A. Piepielajew wraz z 103 oficerami i 230 żołnierzami dostali się do niewoli i zostali odesłani do Władywostoku. Natomiast niewielka część powstańców na czele z kornetem M. Korobiejnikowem zdołała przedostać się do chińskiej Mandżurii.